# 155. Panzer-Division (Wehrmacht)
Die 155. Panzer-Division war ein Großverband des Heeres der deutschen Wehrmacht im Zweiten Weltkrieg.

## Divisionsgeschichte
Einsatzgebiet:
- Frankreich: April 1943 bis April 1944

### Aufstellung
Die Panzer-Division Nr. 155 entstand am 5. April 1943 aus der am 10. Mai 1942 in Ludwigsburg aufgestellten Division (mot.) Nr. 155.

### Auflösung durch Umbenennung
Im August 1943 wurde der Verband in 155. Reserve-Panzer-Division umbenannt.

## 155. Reserve-Panzer-Division

### Aufstellung durch Umbenennung
Aus der 155. Panzer-Division wurde durch Umbenennung im August 1943 eine Reserve-Panzer-Division.
Diese wurde in Südfrankreich in Rennes und Nimes als Besatzungstruppe eingesetzt.

### Verwendung zur Auffrischung der 9. PD
Im März 1944 wurde mit großen Teilen der 155. Reserve-Panzer-Division die 9. Panzer-Division aufgefrischt, welche an der Ostfront starke Verluste erlitten hatte. Als Reserve-Division wurde die 155. PD zur Auffüllung von aktiven Panzer-Divisionen verwandt.

## Personen
| Dienstzeit                        | Dienstgrad                   | Name            |
| --------------------------------- | ---------------------------- | --------------- |
| 16. November 1939 bis 1. Mai 1942 | Generalmajor                 | Otto Tscherning |
| 1. Mai 1942 bis 4. April 1943     | Generalmajor/Generalleutnant | Franz Landgraf  |

| Dienstzeit                        | Dienstgrad      | Name            |
| --------------------------------- | --------------- | --------------- |
| 5. April 1943 bis 1. August 1943  | Generalleutnant | Franz Landgraf  |
| 24. August bis 6. September 1943  | Generalmajor    | Curt von Jesser |
| 1. Oktober 1943 bis zur Auflösung | Generalleutnant | Max Fremerey    |

## Gliederung
- Panzer-Abteilung 7
- Panzergrenadier-Regiment 5
- Grenadier-Regiment 25
- Artillerie-Abteilung 260
- Aufklärungs-Abteilung 9
- Panzerjäger-Abteilung 5
- Panzer-Nachrichten-Kompanie 1055